# CJ 페리

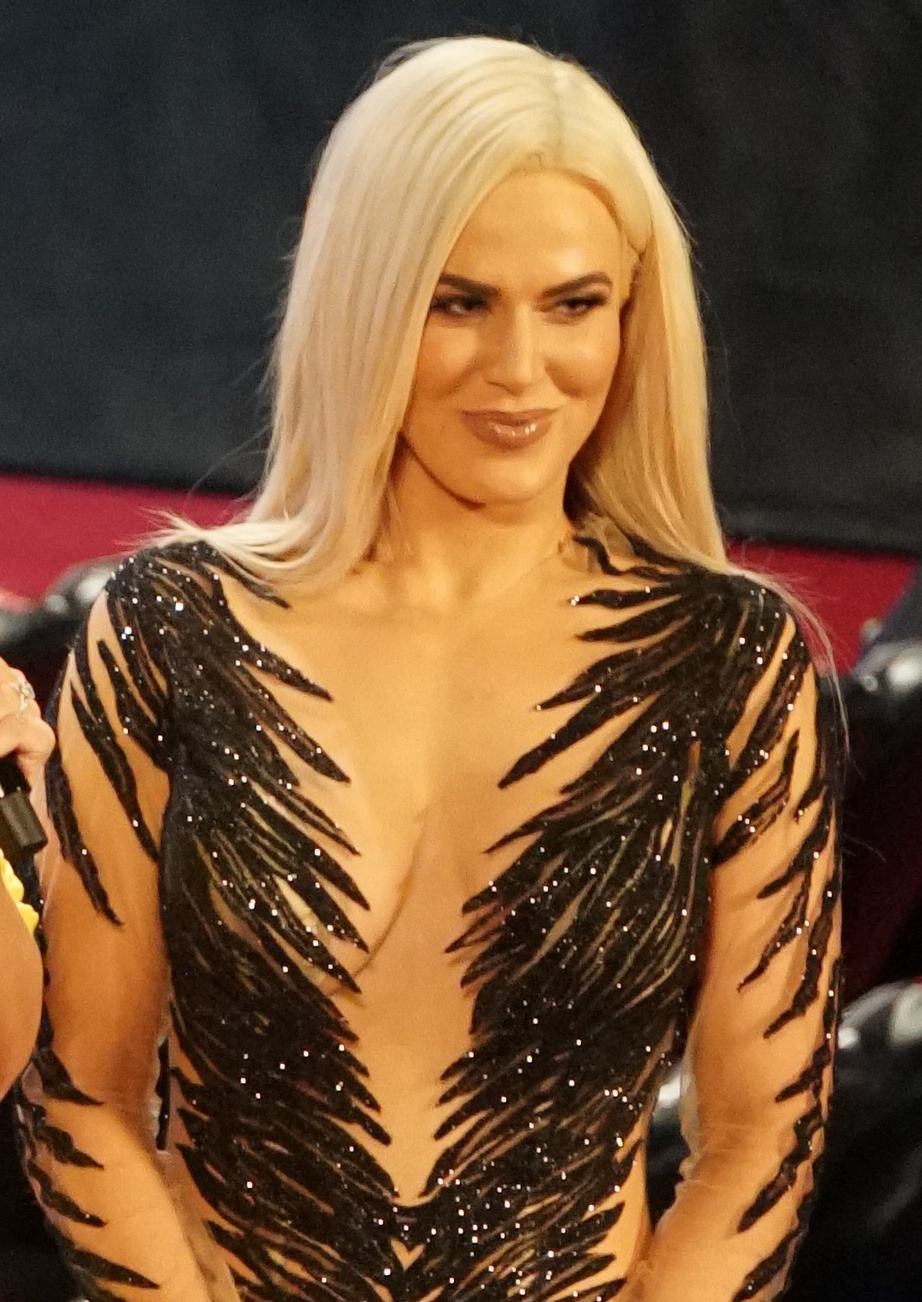
라나 (2018년)

CJ 페리(CJ Perry)는 본명은 캐서린 조이 CJ 페리(Catherine Joy CJ Perry, 1986년 3월 24일 ~ )다. 미국의 여자 프로레슬링 선수, 배우, 댄서, 모델이며, WWE 링네임은 라나(Lana)이다. 키는 170cm 몸무게는 52kg이다. 2013년 프로레슬링 입문으로 2013년 6월 WWE의 입사로 시작되었으며 2013년 8월 23일 WWE NXT에서 시작을 했다. 피니쉬 무브는 점핑 라운드하우스 킥, 벨라 버스터(싯아웃 페이스버스터), 더 애콜레이트(카멜 클러치) 그리고 2017년부터 사용을 하는 시그니처 무브는 싯아웃 해머락 스파인버스터로 사용을 한다.

## WWE 등장
2014년 4월 7일 WWE Raw에서 알렉산더 루세프랑 같이 등장을 했다. 러시아에 대한 찬양을 마이크웍으로 하면서 잔뜩 어그로를 끌었다. 이후 흡사 미녀와 야수 같은 모습으로 루세프가 상대를 박살내고 마지막 애콜레이트를 쓰기전 '크러쉬!!'라는 말로서 경기를 마무리 짓는 모습을 보였다 2015년 5월 18일 루세프와 각본상으로 결별한 후 돌프 지글러와 같이 다녔지만 같은 날 WWE RAW에서 경기를 마친 돌프 지글러 앞에 모습을 나타낸다. 그리고 알 수 없는 분위기를 만들더니 돌프와 키스를 한다! 그것도 두번이나! 지금은 남편 루세프와 같이 다닌다. 루세프가 나타나지만 돌프 지글러가 루세프에게 지그 재그를 먹이고 돌프랑 같이 함께 퇴장한다. 이 날부터 돌프의 매니저가 되어 선역으로써의 행보를 걷기 시작한다. 근데 엄청난 푸쉬를 받던 루세프를 대신해 세그먼트를 진행할 때완 달리 그다지 푸시받지 못하는 돌프 매니저라 그런지 경기중에도 세그먼트도 없이 그냥 보고만 있을 뿐, 예전보다 비중이 옅어진 후부턴 환호성이 상당히 줄었다. 2015년 7월 들어선 루세프의 새로운 여자친구겸 매니저가 된 써머 래가 "루세프가 부상 입으니 토사구팽하고, 잘나가는 돌프한테 붙은거냐?"라며 도발하자 신나게 두들겨 패주며 분노하는 모습을 보여주었다. 아마도 루세프가 부상을 털어내고 링으로 복귀하면 루세프 & 써머 래 Vs 돌프 지글러 & 라나 구도로 대립각을 세울 것으로 예상되었고 루세프가 복귀하자 예상대로 되었다. 그런데 루세프가 복귀는 했는데 목발을 짚고 나와 아직 부상이 회복이 덜 된 것으로 보였다. 루세프는 매주 써머 래와 무대에서 돌프 & 라나 커플을 까는 발언을 했는데 그후 라나는 그러거나 말거나 매주 돌프와 함께 루세프의 염장을 지르고 있었다. WWE 섬머슬램 2015에서 전 WWE RAW에서 루세프가 페이크다 이 병신들아!를 시전 짚고 있던 목발로 돌프 지글러를 두들겨 패주고 써머 래와 함께 퇴장하였다. 여기서부터 문제가 생기게 되었는데, 서머슬램 직후 써머 래가 라나와 돌프 사이를 갈라놓기 위해 몰래 돌프의 라커룸에 들어가는가 하면, 돌프와 썸을 타던 작년 6월의 동영상을 틀며 라나의 멘탈을 붕괴시키고, 결국 돌프와 라나의 사이가 차가워져버렸다. 그 이후로 끝내 WWE에서 종적을 감춘다. 붕 떠버리고, 돌프는 경기만 치루는 신세에다 되어 버렸고 각본의 중심은 루세프와 써머 래가 중심이 되어버렸다. 여기서 또 문제가 생긴다. 2015년 10월 루세프와 실제로 약혼했다는 소식이 들려왔는데 이 시점에 각본상 루세프는 써머 래의 청혼을 받고 있었기 때문에 문제가 되었다. 당연히 WWE측에서는 불쾌하다는 의사를 밝혔고 뉴스에 따르면 라나와 WWE의 관계가 소원해진 것으로 알려졌다. 들은 써머 래가 떠나면서 루세프는 홀로서기에 들어간 상태 11월에는 완치가 되어서 웨이트훈련중이라는 뉴스가 나왔다. 백스테이지에도 나타나긴 했으나 메인 쇼에는 나오지 않았다. 적절한 시기가 되면 복귀할 예정인듯 2015년 11월 30일 드디어 WWE RAW에 복귀했는데.... 또 루세프옆에 붙어 있다 더 미즈TV를 통해서 복귀 소식을 알렸다. 그리고 언제 돌프 지글러옆에 붙어 있었냐는듯이 루세프랑 알콩달콩이다. 자신도 돌프랑 그랬고 루세프도 써머 래와 갈데까진 가지 않았다고 그런데 뜬금없이 라이백이 등장해서 루세프와 1:1 매치를 가지는데 루세프가 철제계단에 부딫히는데 옆에 있던 피해를 입었다. 그러나 큰 타격은 없었는지 같은 주 스맥다운에 다시 모습을 보이긴 했다. 이상하게도 루세프가 리그 오브 네이션즈로 활동하면 모습을 보이지 않는다. 2016 로얄럼블에서 2번으로 출전한 루세프와 함께 등장해 매우 오랜만에 TV에 출연하였다. 다음 날 RAW에서는 그동안 묶고 있었던 머리를풀었다. 백스테이지에서 더 락과 대화하는 것이 TV에 잡혔다 그 전부터 루세프와는 별개로 활동할 것이라는 이야기가 돌고 있었는데 2016년 2월까지 출연횟수가 손에 꼽을 정도로 출연이 뜸하다가 2016년 2월 29일 RAW에서 오랜만에 모습이 잡혔다. 인터뷰하던 브리 벨라와 시비가 붙었다. 이 후 브리 벨라와 나오미의 경기가 나오미의 승리로 끝나자, 무대에 올라와서 맘껏 브리 벨라를 비웃었다. 같은 주 WWE 메인 이벤트에서 열린 3vs3 디바경기 도중에 난입... 하진 않았고 링 사이드의 아나운서 테이블에 앉아서 경기를 관람했다. 그 다음 주인 2016년 3월 7일 WWE RAW에선 브리 벨라와 써머 래의 경기 도중에 등장했으며 브리 벨라가 롤업으로 패배한 뒤에 브리의 피니쉬무브인 벨라 버스터를 먹이고 퇴장했다. 브리와 대립하고 있었는데 브리가 토탈 디바스멤버들과 함께 다니니 그 옆에 있던 나탈리아와 페이지와도 시비가 붙게 되었다. 그래서 라나는 자신도 팀원을 데리고 다니게 되었는데, 사샤 뱅크스와의 갈등 이후 쩌리가 되어 있는 나오미와 타미나를 합류시켰고 작년까지 대립했던 써머 래도 팀에 합류했다. 여기에 NXT에서 콜업된 에마까지 가세하면서 팀 이름을 팀 BAD라고 지으며 WWE 레슬매니아 32에서 팀 토탈 디바스 멤버들과 5vs5 경기가 확정되었다. 당일 날 경기에서는 프리쇼로 진행에다가 팀 토탈 디바스에게 패배했다. 재미있게도 4월에 시작되는 토탈 디바스 시즌 6부터 메인으로 합류할 예정이다. WWE 레슬매니아 32가 끝나고 잠시 모습을 보이지 않다가 2016년 5월 루세프가 새로운 US 챔피언십의 도전자가 되자 축하해주러 나왔다. 2016년 5월 9일 WWE RAW에서 칼리스토가 링 사이드에서 어그로를 끌자 항의하러 올라오다가 본의 아니게 루세프가 신 카라에게 기습 롤업으로 패배하게 만들었다. 루세프가 US 챔피언에 등극하자 그 뒤로는 먼저 링 위에 올라와서 루세프를 소개한다. 2016년 11월 WWE RAW에서는 엔조 아모레의 나체를 본 뒤로 엮이고 있는 중이다. 2016년 12월 5일 WWE RAW에서 루세프와 함정을 파서 일부러 루세프와 다툰 척 하고 엔조를 꼬셔서 호텔로 불러낸 다음 불륜을 가정하고 그 현장에 루세프가 덮쳐서 엔조를 두들겨 팼다. 이 때 연기가 좋아서 프갤에서는 호평이 자자했다. 위클리쇼에서는 경기를 뛰지 않지만 그래도 훈련은 열심히 하고 있는지 라이브 이벤트 등에서 경기를 하는 모습이 잡혔다. 2017년 6월 6일 WWE 스맥다운에서 마침내 모습을 드러낸 처음부터 WWE 스맥다운 위민스 챔피언 매치를 원했지만 나오미를 비롯한 일동에게 조롱을 당했고 쉐인은 자격을 더 보여줘야한다며 경기 성사를 거부한다. 하지만 그 직후 열린 3vs3 태그 매치에 난입해 나오미를 방해했고 선역 팀이 패배하게 된다. 이에 화가 난 나오미는 도전울 수락해 WWE 머니 인 더 뱅크 2017에서 생에 첫 위민스 챔피언십을 갖게 된다. 그리고 기대 이하의 경기력을 보여주며 패배했다. 이틀 뒤 스맥다운에선 경기 도중에 난입한 카멜라와 제임스 엘스워스의 핑계를 대며 재경기를 요구했고, 나오미가 수락하며 다음 주 스맥다운에서 리매치를 가졌지만 또 패배. 이번엔 커버당할 때 어깨가 제대로 안 닿았다며 항의해 다음 주에 다시 챔피언십을 치르게 되나 이번엔 탭아웃을 내주며 3연패를 기록하고 만다. 그런데 삼연벙 후에 뜬금없이 타미나가 챙기러 나오고 그가 얼떨떨해하면서도 타미나를 따라나서면서 새로운 그림이 만들어진다. 하지만 WWE 배틀 그라운드 2017의 승자는 나탈리아가 되고, 설상가상으로 이틀 뒤인 2017년 7월 25일 WWE 스맥다운에선 타미나와 팀을 이뤄 샬럿 & 베키를 상대했다가 샬럿의 빅 붓을 맞고 핀을 내주는 바람에 울상이 되어 타미나의 역정을 받아줘야만 했다. 2017년 8월 1일 WWE 스맥다운에선 본방송엔 출연하지 않고 타미나와의 유튜브 클립만 공개되었다. 타미나에게 자기 실수를 반성한다고 얘기한 뒤 타미나 칭찬을 좀 하더니만 자아도취에 빠져 해맑게 자화자찬을 하다가 다음 주에 샬럿에게 1vs1로 도전하겠다는 철없는 소리를 꺼내고 만다. 2017년 8월 8일 WWE 스맥다운에서 열린 경기에선 당연하게도 샬럿이 2분 만에 가볍게 승리하며 그가 지고 이후로는 자기가 직접 링에 서는 건 역시 안 되겠다 싶었는지 매주 백스테이지에서 니가 다음 위민스 챔피언이라며 타미나를 루세프 부리던 듯이 조련하는 중이다 그래도 라이브 쇼에서는 직접 뛰기도 한다 그리고 2017년 12월 5일 WWE 스맥다운에서 타미나가 WWE 같은 악역 사라 로건이랑 싸워서 이때 카멜라 나탈리아랑 같이 타미나를 말리고는 했었다. 그리고 2017년 12월 26일 말쯤이돼서야 WWE 스맥다운에서 이번엔 타미나, 나탈리아, 카멜라랑 같이 루비 라이엇, 사라 로건, 리브 모건이 링 밖으로 조심스럽게 나가자 이때 나탈리아, 타미나, 카멜라랑 같이 총 돌격을 하면서 마구 공격을 하고 쫓아내버린다!! WWE 로얄 럼블 2018에서는 여성 로얄럼블 매치중에서 참가를 했지만 실패를 거둔다. 2018년 5월 22일 이번에는 머니 인 더 뱅크 퀄러파잉 매치중에서는 갑자기 빌리 케이라는 상대를 했으나 결국은 머니 인 더 뱅크를 참가를 하게 된다!! WWE 머니 인 더 뱅크 2018에서 여자 머니 인 더 뱅크 매치중에서 참가를 했지만 실패를 거둔다.

## 선역활동
2018년 7월 24일 WWE 스맥다운에서는 이번엔 루세프랑 같이 젤리나 베가, 안드라데 시엔 알마스랑 대립을 하고 있는 상태라서 처음으로 선역을 바뀌게 된다. WWE 썸머슬램 2018에서는 혼성 태그팀 매치에서 패하고 2018년 8월 21일 WWE 스맥다운에서 루세프랑 다시한번 베가, 알마스랑 대결로 이때 알마스가 의자를 들면서 링으로 올라갈러던 순간에 결국은 에이든 도움으로 승리를 한다!! 2018년 11월 27일 WWE 스맥다운에서 배틀로얄 매치중에서 이번에는 페이튼 로이스, 빌리 케이한테 탈락 당한다. WWE 로얄 럼블 2019중에서 여자 로얄 럼블 매치중에서 참가를 했지만 중간에 나이아가 공격을 당해도 불구하고 링에서 올라가 버티고 만다. 그러나 살아남기는 했지만 마지막에 베키가 로얄 럼블 우승하면서 아쉬워 한다.

## 악역활동
2019년 1월 29일 WWE 스맥다운에서 이번엔 루세프랑 같이 다시 악역 활동을 한다. 역시나... 그리고 WWE 레슬매니아 35에서 배틀로얄 매치를 참가를 했으나 실패를 거둔다.

## 수상
- 베스트 기믹 (2014) 위드 루세프